# Eleições legislativas na Polônia em 2019
As eleições legislativas polacas de 2019 foram realizadas em 13 de outubro para renovar a totalidade dos assentos da Assembleia Nacional da Polónia. Ao todo, foram eleitos 460 deputados para a Sejm, a câmara baixa, e 100 senadores para o Senado, a câmara alta.
O partido governista Lei e Justiça (PiS) sagrou-se novamente vencedor de ambos os pleitos, tendo conquistado 43.59% dos votos válidos na eleição para a Sejm e 44.56% dos votos válidos na eleição para o Senado. Tais índices de votação são os maiores já registrados por um partido político polaco desde a redemocratização do país após a queda do regime comunista em 1989. Apesar de manter a maioria absoluta na Assembleia Nacional, o PiS observou suas bancadas parlamentares apresentarem diminuições quando comparadas àquelas eleitas nas eleições de 2015.
Por sua vez, a Coalizão Cívica (KO), coalizão partidária encabeçada pelo Plataforma Cívica (PO), principal partido de oposição ao governo conservador do PiS, foi novamente o segundo partido mais votado em ambos os pleitos, obtendo 27.40% dos votos válidos na eleição para a Sejm e 35.66% dos votos válidos para o Senado. Sobre o tamanho das bancadas parlamentares eleitas, a KO verificou uma ligeira diminuição no número de deputados eleitos que, no entanto, acabou compensada diante de um aumento no número de senadores eleitos. O comparecimento do eleitorado polaco às urnas alcançou 61.74%, o maior índice já registrado desde as eleições de 1989.

## Resultados eleitorais

### Sejm
| Partido                            | Partido                                | Votos      | %     | Cadeiras | +/–  |
| ---------------------------------- | -------------------------------------- | ---------- | ----- | -------- | ---- |
|                                    | Lei e Justiça                          | 8 051 935  | 43.59 | 235      | 5    |
|                                    | Coalizão Cívica                        | 5 060 355  | 27.40 | 134      | 4    |
|                                    | Aliança da Esquerda Democrática        | 2 319 946  | 12.56 | 49       | 49   |
|                                    | Partido Popular da Polónia             | 1 578 523  | 8.55  | 30       | 28   |
|                                    | Confederação Liberdade e Independência | 1 256 953  | 6.81  | 11       | 7    |
|                                    | Comitê Eleitoral da Minoria Alemã      | 32 094     | 0.17  | 1        | Novo |
|                                    | Demais partidos políticos              | 170 904    | 0.92  | 0        | 1    |
| Total de votos válidos             | Total de votos válidos                 | 18 470 710 | 98.89 | –        | –    |
| Votos inválidos (brancos e nulos)  | Votos inválidos (brancos e nulos)      | 207 747    | 1.11  | –        | –    |
| Total de votos registrados         | Total de votos registrados             | 18 678 457 | 100   | –        | –    |
| Eleitorado apto a votar            | Eleitorado apto a votar                | 30 253 556 | 60.79 | –        | –    |
| Resultados eleitorais consolidados |                                        |            |       |          |      |

### Senado
| Partido                            | Partido                           | Votos      | %     | Cadeiras | +/– |
| ---------------------------------- | --------------------------------- | ---------- | ----- | -------- | --- |
|                                    | Lei e Justiça                     | 8 110 193  | 44.56 | 48       | 13  |
|                                    | Plataforma Cívica                 | 6 490 306  | 35.66 | 43       | 9   |
|                                    | Partido Popular da Polónia        | 1 041 909  | 5.72  | 3        | 2   |
|                                    | Aliança da Esquerda Democrática   | 415 745    | 2.28  | 2        | 2   |
|                                    | Candidatos independentes          | 1 247 526  | 6.85  | 4        | 4   |
| Total de votos válidos             | Total de votos válidos            | 18 201 348 | 97.45 | –        | –   |
| Votos inválidos (brancos e nulos)  | Votos inválidos (brancos e nulos) | 476 582    | 2.55  | –        | –   |
| Total de votos registrados         | Total de votos registrados        | 18 677 930 | 100   | –        | –   |
| Eleitorado apto a votar            | Eleitorado apto a votar           | 30 253 556 | 61.74 | –        | –   |
| Resultados eleitorais consolidados |                                   |            |       |          |     |